# Alfredo Padilla
 Alfredo Antonio Padilla Gutiérrez  (sinh ngày 29 tháng 7 năm 1989) là một tiền đạo bóng đá người Colombia thi đấu cho Boyacá Chicó F.C. ở Copa Mustang.

## Sự nghiệp câu lạc bộ
Padilla bắt đầu sự nghiệp chuyên nghiệp cùng với Junior năm 2007, nơi anh được đẩy lên đội một bởi Carlos Valderrama lúc mới 17 tuổi. Anh gia nhập La Equidad vào tháng 2 năm 2009.